# Liste des députés européens d'Irlande (pays) de la 7e législature

Liste des députés européens irlandais au Parlement européen pour la législature 2009-2014, élus lors des élections européennes de 2009 en Irlande:

## Liste
| Nom                                                                          | Circonscription | Parti national     | Groupe parlementaire | Portrait |
| ---------------------------------------------------------------------------- | --------------- | ------------------ | -------------------- | -------- |
| *Liam Aylward                                                                | Est             | Fianna Fáil        | ADLE                 |          |
| Nessa Childers                                                               | Est             | Parti travailliste | S&D                  |          |
| *Brian Crowley                                                               | Sud             | Fianna Fáil        | ADLE                 |          |
| *Proinsias De Rossa Remplacé par Emer Costello (à partir du 15 février 2012) | Dublin          | Parti travailliste | S&D                  |          |
| Pat Gallagher                                                                | Nord-Ouest      | Fianna Fáil        | ADLE                 |          |
| *Marian Harkin                                                               | Nord-Ouest      | Indépendants       | ADLE                 |          |
| *Jim Higgins                                                                 | Nord-Ouest      | Fine Gael          | PPE                  |          |
| Joe Higgins Remplacé par Paul Murphy (à partir d'avril 2011)                 | Dublin          | Parti socialiste   | GUE/NLG              |          |
| Alan Kelly Remplacé par Phil Prendergast (à partir d'avril 2011)             | Sud             | Parti travailliste | S&D                  |          |
| Seán Kelly                                                                   | Sud             | Fine Gael          | PPE                  |          |
| *Mairead McGuinness                                                          | Est             | Fine Gael          | PPE                  |          |
| *Gay Mitchell                                                                | Dublin          | Fine Gael          | PPE                  |          |

*député sortant